# 據倖存的六人所述
《據倖存的六人所述》是由山本和音創作的日本漫畫，由2020年7月15日起於《Harta》（ハルタ）Vol.76開始連載。改編真人電視劇由2022年8月9日至9月13日於每日放送「Dramaism」時段播映，櫻田日和主演。

## 電視劇

### 演員列表
- 水上梨梨：櫻田日和
- ：佐野玲於
- 村濱雫：中村由利佳
- 入江神：倉悠貴
- ：高石明里（髙石あかり）
- 最上紗奈：八木亞里紗
- 柏正太郎：田中光輔
- 松倉明美：佐佐木舞香
- 平坂亮：大貫勇輔

## 外部連結
- 漫畫官方網站（日語）
- 電視劇官方網站（日語）